# 芬兰
芬兰共和国（芬蘭語：Suomen tasavalta），通稱芬蘭（芬蘭語：Suomi，發音：[ˈsuo̯mi] ⓘ，發音：[ˈfɪ̌nland] ⓘ），是位於歐洲北部的國家，也是北歐五國之一。國土由芬蘭本土及17萬9千多座島嶼所組成，分為19個行政區含308個市镇，面積約33.8万平方公里。芬蘭含有湖泊约18.8万个，因此擁有「千湖之国」的美稱。芬蘭西北方連接瑞典，北臨挪威，東面與俄罗斯接壤。西面被波的尼亚湾环绕，西南面面臨波罗的海，南部为芬兰湾。
芬蘭人口達550萬，多數人為芬兰族，少數是芬蘭瑞典族。人口數量在歐洲排名第二十五。官方語言為芬蘭語及瑞典語，而瑞典語主要在一些沿海地區和奧蘭群島使用。芬蘭是世界高度的已開發國家和福利國家，國民享有極高標準的生活品質。聯合國公布的《世界幸福感報告》中芬蘭在2018至2025年連續八年排為世界上最幸福的國家。

## 历史
公元前9000年左右的舊石器時代晚期，芬蘭地域開始有先民定居。但即便进入了铁器时代以后，乃至公元八百年起一些維京人已经开始在芬蘭定居，芬兰也在很长的一段时间里不属于信史；目前已知最古老的提及芬兰的斯堪的纳维亚文献是两块符文石碑，其中瑞典索德比的铭文为“finlont (符文石2U 582)”，哥得兰岛的铭文为“finlandi (符文石G 319)”；两者可以追溯至11世纪。
瑞典国王埃里克九世1154年将基督教带入芬兰。瑞典语一直是行政、教育机构的第一语言，而芬兰语直到19世纪芬兰民族主义高涨以及芬兰的第一篇民族史诗《卡勒瓦拉》发表后才受到重视。

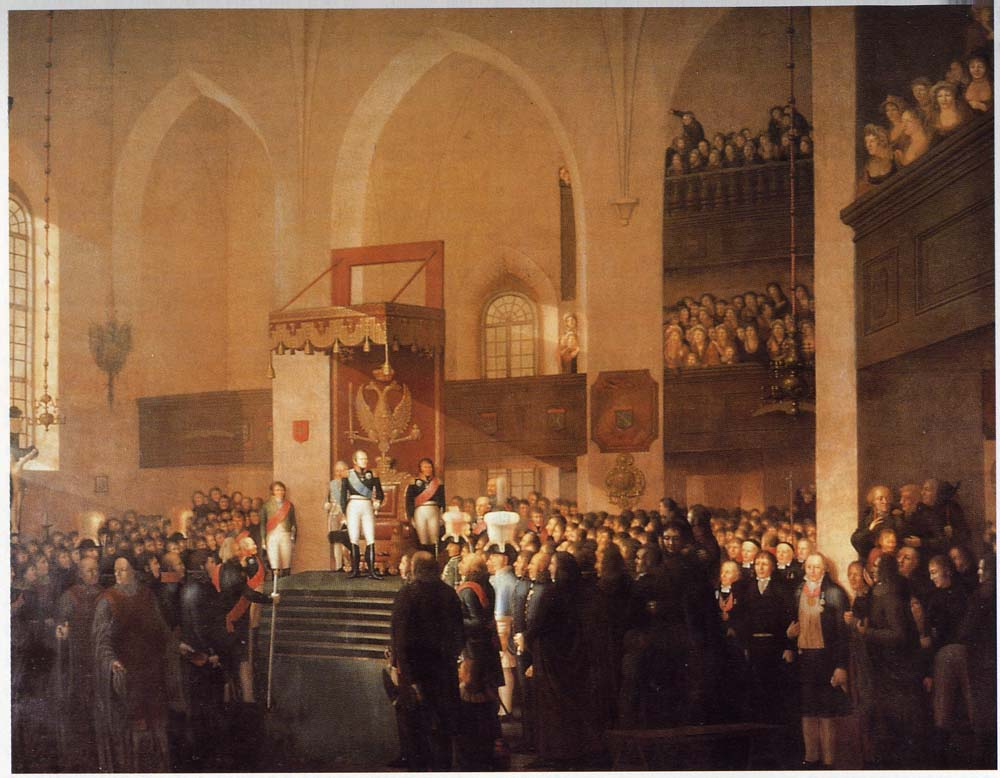
1809年，波爾沃議會由俄羅斯帝國皇帝亞歷山大一世開幕

1808年在芬兰战争中，瑞典與俄羅斯交戰落敗，芬兰被俄羅斯沙皇亚历山大一世的军队占领，此后芬兰脱离瑞典，成为俄罗斯帝国内的自治大公国，並由沙皇兼任大公直到1917年。
1917年12月6日俄国布尔什维克革命（十月革命）后不久，芬兰宣布独立。
1918年这个国家经历了一次短暫的內戰。第二次世界大战期间芬兰与蘇聯两度交手：1939—1940年苏联试图吞并芬兰，发动冬季战争，芬兰坚持抵抗，保持了独立，割让给苏联部分领土；1941—1944年的继续战争，芬蘭联合德国与苏联作战，希望夺回一年前丢失的领土。1941年6月25日，納粹德國侵苏行動的三日后，苏联空袭芬兰的城市，芬蘭对蘇聯宣战，動员兵力47萬人，其間收復了冬季战争前的領土包括卡累利阿地峽和拉多加卡累利阿。為建立「大芬蘭」，芬蘭進一步入侵東卡累利阿，9月控制奥涅加湖並攻占彼得罗扎沃茨克，但在摩尔曼斯克，芬德聯軍受到阻滯。1941年7月12月，英国与苏联结盟，并于1941年12月6日向芬蘭宣戰，儘管芬蘭沒有簽署三國同盟條約。
1944年6月蘇聯反攻芬蘭，於维堡-彼得罗扎沃茨克攻勢重新擊敗芬軍，同時德軍在爱沙尼亞被蘇軍戰敗，於是芬蘭在1944年9月與蘇聯簽了莫斯科停战協定，放棄了卡累利阿地峽、拉多加卡累利阿、佩琴加區和薩拉。在盟軍和苏联壓力下，芬蘭發動拉普兰战争，将在拉普蘭地區的德軍赶出了芬兰北部地区。
1947年和1948年与蘇聯签署的多份条约规定了芬兰对蘇聯的义务与限制，芬兰在1940年合約的基础上，承认了冬季战争苏联夺得的领土，并向苏联支付战争赔款。為了避免卷入冷战的前沿冲突，芬蘭和瑞典、奧地利一樣成為中立國，並拒絕加入北約和華約。
1991年蘇聯解体后，芬兰开始实施不同的外交政策，并且在1995年加入欧盟。
2022年2月24日，俄羅斯入侵烏克蘭，作為俄羅斯鄰國的芬蘭感到受到威脅，要求加入北約。同年5月18日，芬蘭正式向北约秘书长递交了加入北约的申请书，2023年4月4日正式加入。

## 政治

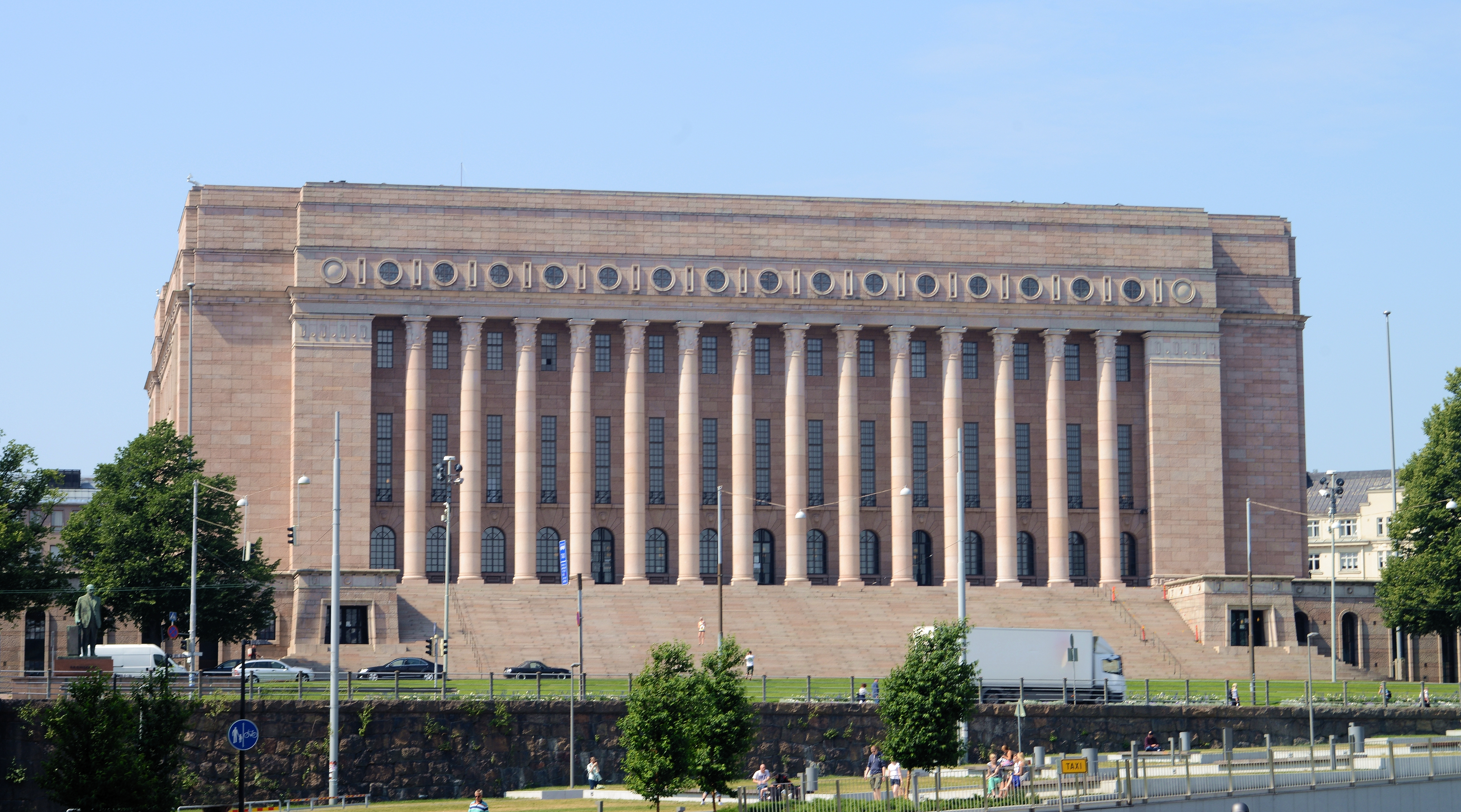
芬兰议会大厦

芬兰的政治体制以芬兰议会为主，虽然芬兰总统也有较大的外交权力（根据芬兰宪法，总统有权解散议会，并举行新的议会选举）。多数行政权力控制在由芬兰总理领导的内阁中，而总理由议会选出。内阁由总理本人、中央政府各个部的部长及司法长官组成。
《芬兰宪法》规定，200人的一院制议会是芬兰的立法机关。议会可以修改宪法，解散内阁或否决总统的决定；但议会无权改变司法决议。内阁或任意一名议员都可以提出立法动议。议员任期4年，按比例代表制选出。
芬兰民族联合党、正统芬兰人党、芬兰社会民主党和芬兰中间党为現時芬兰四大政党。在2023年4月2日举行的芬兰议会选举中，民联党成为议会第一大党，并在6月20日与正统芬兰人党、瑞典族人民党及芬蘭基督教民主黨一起组成执政联盟，民联党主席彼得里·奥尔波出任总理。
司法体系分为一个负责民事以及刑事司法争议的法庭，以及一个专门负责公众与行政部分诉讼的行政法庭。芬兰为大陆法系国家，法庭分为地方法院、地区上诉法院及最高法院。

### 行政区划
芬兰实行两级行政体制，即中央政府及市镇政府。市镇也可以自主决定是否使用“城市”的称呼。市镇的公共支出占所有公共支出的一半左右。市镇的财政来源于市镇收入税、来自中央政府的补贴、以及其它收入。2025年初时芬兰全国有308个市镇，约半数市镇的居民数量少于6000人。
除了市镇之外，也存在两个中间层的行政结构。市镇组合成70个次行政区，及之上的19个行政区。这些次行政区及行政区是由成员市镇来管理的，且只有有限的行政权力。但奥兰自治区根据议会制的原则设有自治区政府及自治区议会。萨米人在拉普兰区北部关于语言和文化事务上设有半自治的萨米原住民地区。
芬兰原先有12个省份。1997年重新划定行政区后省份减少到6个。2009年底所有省份撤销，并从2010年起划为20个行政区。2011年1月1日，東新地區和新地區合併，行政区变为19个。其中奥兰区享有高度自治。
| 徽章                 | 中文名       | 芬蘭语名稱 | 瑞典语名稱 | 首府           | 地圖         |
| -------------------- | ------------ | ---------- | ---------- | -------------- | ------------ |
| Lapland              | 拉普蘭區     |            |            | 羅瓦涅米       | 芬蘭各行政區 |
| North Ostrobothnia   | 北波赫扬马区 |            |            | 奧盧           | 芬蘭各行政區 |
| Kainuu               | 凱努區       |            |            | 卡亞尼         | 芬蘭各行政區 |
| North Karelia        | 北卡累利阿區 |            |            | 約恩蘇         | 芬蘭各行政區 |
| North Savonia        | 北薩沃區     |            |            | 庫奧皮奧       | 芬蘭各行政區 |
| South Savonia        | 南薩沃區     |            |            | 米凱利         | 芬蘭各行政區 |
| South Ostrobothnia   | 南波赫扬马区 |            |            | 塞伊奈約基     | 芬蘭各行政區 |
| Central Ostrobothnia | 中波赫扬马区 |            |            | 科科拉         | 芬蘭各行政區 |
| Ostrobothnia         | 波赫扬马区   |            |            | 瓦薩           | 芬蘭各行政區 |
| Pirkanmaa            | 皮尔坎马区   |            |            | 坦佩雷         | 芬蘭各行政區 |
| Central Finland      | 中芬蘭區     |            |            | 于韋斯屈萊     | 芬蘭各行政區 |
| Satakunta            | 薩塔昆塔區   |            | [ 22 ]     | 波里           | 芬蘭各行政區 |
| Finland Proper       | 芬兰本部区   |            |            | 圖爾庫         | 芬蘭各行政區 |
| South Karelia        | 南卡累利阿區 |            |            | 拉彭兰塔       | 芬蘭各行政區 |
| Päijänne Tavastia    | 派耶特海梅区 |            |            | 拉赫蒂         | 芬蘭各行政區 |
| Tavastia Proper      | 坎塔海梅區   |            |            | 海門林納       | 芬蘭各行政區 |
| Uusimaa              | 新地區       |            |            | 赫爾辛基       | 芬蘭各行政區 |
| Kymenlaakso          | 屈米河谷区   |            |            | 科特卡、科沃拉 | 芬蘭各行政區 |
| Åland                | 奥兰区       |            |            | 瑪麗港         | 芬蘭各行政區 |

## 軍事
芬兰国防军由职业军人（包括军官和技术人员）、现役士兵和人数众多的预备役人员组成。常备武装力量为34,700人，其中25%为职业军人。芬兰有征兵制，所有年满18岁的芬兰男性公民必须在军队服役6至12个月，或者做12个月的民事服务。芬兰的预备役军人為90万，战时军队即刻能有28万名士兵。兵役后的自愿海外维和服务很受欢迎，维和部队在世界各地执行联合国、北约及欧盟的使命。每年大约有650名女性选择自愿的兵役，且申请人数在最近十年来逐步上升。女性允许参加包括前线步兵及特种兵的所有战斗部队。芬兰陆军包括高度灵活的野战军，并得到当地国防部队的辅助。芬兰国防军保卫国家领土，其军事战略利用茂密的森林地形和众多的湖泊来消磨侵略者，而不是试图在边界线上抵挡进攻的敌人。
芬兰的人均国防支出在欧盟中占据高位。芬兰的军事理论基于全方位防守的概念。全方位意指政府和经济的各个领域参与防守计划中。芬兰国防军由国防军总司令（现为陆军上将蒂莫·基维宁）指挥，总司令在军事指挥上直接向芬兰总统负责。国防军分为陆军、海军和空军。芬兰边防卫队隶属于内务部，但是在国防需要时改编成国防军的一部分。
芬兰已经加入了北约反应部队、欧盟特遣队及北约和平伙伴关系计划。2014年芬兰签署了一项北约备忘录，从而和北约达成一项实用性的联盟。2015年芬兰与北约达成一项允许在紧急情况下向北约部队提供援助的东道主国家支持协议，从而进一步加强了双边关系。芬兰在阿富汗和科索沃一直是个积极参与者。近年来芬兰在叙利亚、伊拉克和反伊斯兰国的战争中积极讨论自己现有及计划中的角色。
2015年5月芬兰国防军向全国所有相关男性寄出了近一百万封信件，通知他们在战争情况下他们的角色及责任。在世界范围内猜测芬兰在准备战争，但是芬兰官方强调这只是一项标准程序，尽管在芬兰历史上从未发生类似事情。
2022年俄罗斯入侵乌克兰后，芬兰向北约提交了加入北约的申请，並於2023年4月4日正式加入北約。

## 地理
芬兰总面积共338,000平方公里，是欧洲第八大国。南北最长距离达1,157公里，东西最宽为542公里。
芬兰被誉为“千岛之国”与“千湖之国”：精确来说全国共有188,000个湖泊（面积500平方米以上的）和179,000个岛屿。芬兰地势平坦，拉普兰北部地区位于芬兰、挪威边界的哈尔蒂亚峰位于挪威一侧的最高峰海拔1,365米，其位于芬兰一侧的海拔1,328米的山坡处，为芬兰最高点。芬兰最长的河流是凯米河，长550公里。
除了湖泊之外，全国为大片森林覆盖，佔国土面积的69%。可耕种面积较少，仅占8%。岛屿集中最多的地方是在西南部位于芬兰大陆和奥兰群岛主岛之间的群岛海里。
芬兰地处北温带，冬天寒冷，有时严寒，夏天则比较温暖。芬兰地处北纬60度到70度之间，有四分之一的地方处在北极圈内，最北的地区夏天有73天太阳不落于地平线下，冬天则有51天不出太阳。
芬兰擁有世界上緯度第二高的首都赫爾辛基，僅次於冰島首都雷克雅維克。

## 经济

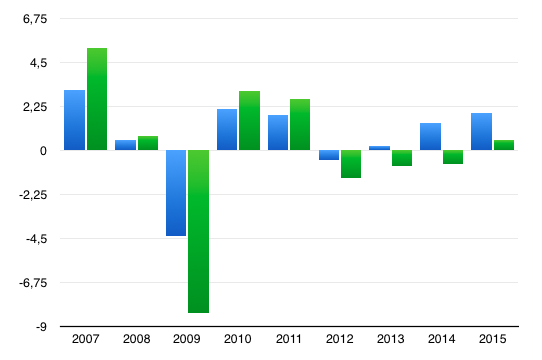
欧盟28国（蓝色）和芬兰（绿色）在2007-2015年间的实际GDP增长率

芬兰是一个高度工业化、自由化的市场经济体，人均产出远高于欧盟平均水平，与其邻国瑞典相当。经济的主要支柱是制造业，主要以木材、金属、工程、电讯和电子工业为主。芬兰的通信产业以诺基亚为代表非常发达，芬兰是号称因特网接入比例和人均手机持有量最高的国家。贸易对芬兰而言十分重要，GDP中大约三分之一来自出口。除了木材和少数矿产，芬兰的原材料、能源和一些工业组件都倚赖进口。
芬兰跟全球经济紧密联系，其国际贸易占国民生产总值的三分之一。与欧盟的贸易占芬兰总贸易额的60%。主要的外贸伙伴为德国、俄罗斯、瑞典、英国、美国、荷兰和中国。贸易政策主要是由欧盟来制订的，芬兰在欧盟内除农业政策之外传统上是自由贸易的支持者。芬兰在1999年加入欧元体制，目前為唯一使用歐元的北歐國家。
由于气候与土壤的原因，芬兰的农业仅僅對农产必需品上维持自给自足在的產能而已。而林木业作为出口的主要支柱之一，为农村人口提供了第二个工作选择。
芬兰的玻璃工艺制造世界闻名，金属处理工艺也相当精细。由于盛产木材，芬兰的家具设计和制造业在世界享有盛誉，20世纪初芬兰设计的家具现在看起来依然非常现代。

## 交通

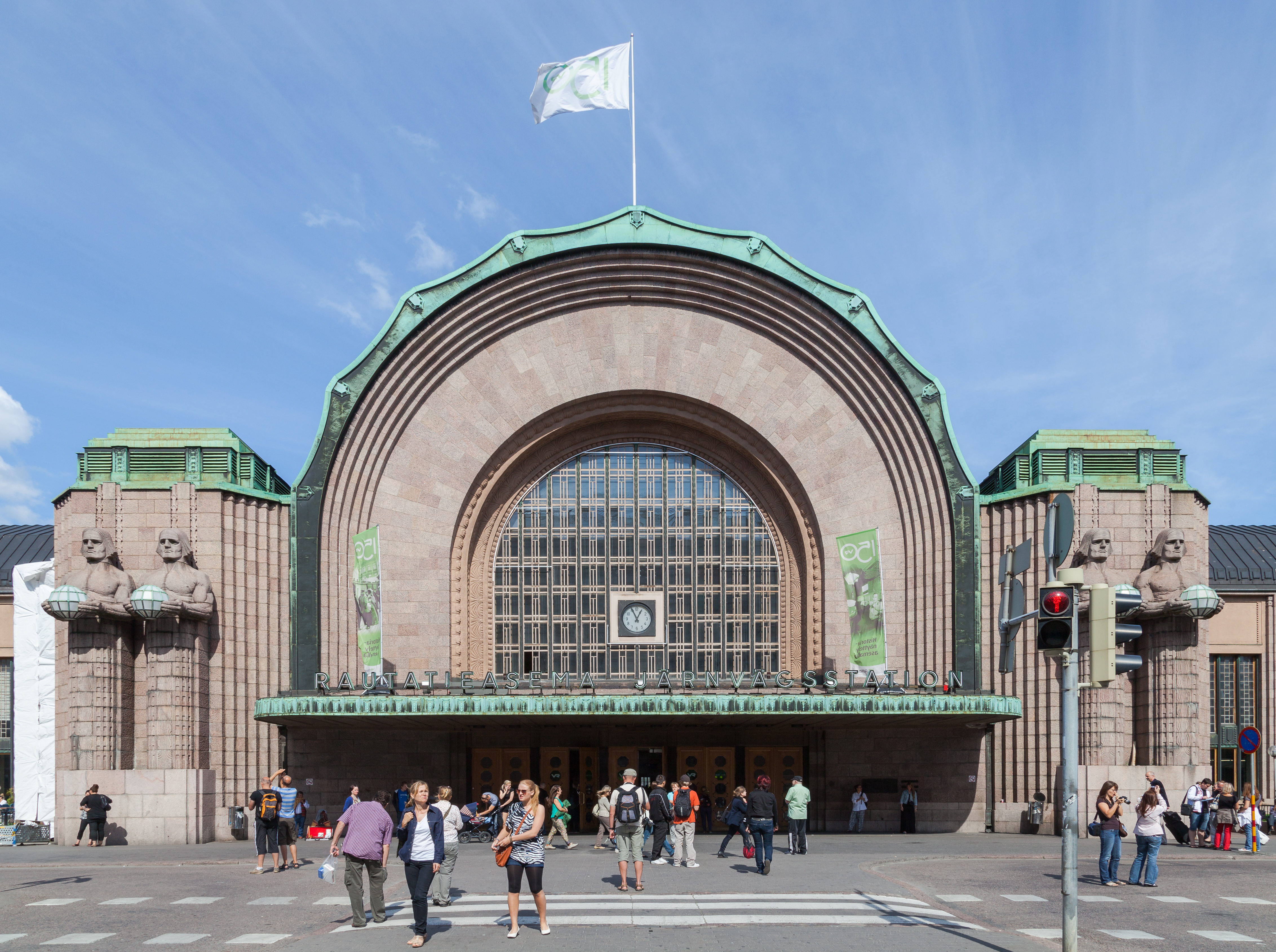
赫尔辛基中央车站

## 人口
据2017年底芬兰人口登记中心数据，芬兰大约有552万居民。芬兰有两种官方语言：88.3%的人口的母语为芬兰语和5.3%人口的母语为瑞典语。少数人口包括了萨米人、俄罗斯人、犹太人和鞑靼族等。
冬季战争后大约有12%的人口需要被安置。战争赔款、失业问题以及对芬兰保持独立前景的不确定曾导致了大批的移民在1970年代离开芬兰。而到了1990年代，因为经济情况的大幅好转和政治及社会福利的稳定，芬兰又开始接收大批难民与移民。

### 语言
芬兰的官方语言是芬兰语和瑞典语。在全国范围内芬兰语占主导地位，瑞典语则通行在西部和南部沿海地区及奥兰自治区。芬兰88.3%的人口的母语为芬兰语，它是乌拉尔语系芬兰语支中的一种。芬兰语是欧盟语言中四种非印欧语系语言之一。跟芬兰语亲属关系相近的语言是卡累利阿語和爱沙尼亚语，关系稍远的则有多种萨米语及匈牙利语。芬兰5.3%的人口的母语为瑞典语（芬兰瑞典族）。北欧语言和卡累利阿语在一定范围内享有特殊待遇。
在芬兰北部的一些市镇里萨米语也是官方语言，人数大约在7,000左右的萨米人被认定为原住民。大约四分之一的萨米人的母语为多种萨米语中的一种。在芬兰说的萨米语有北萨米语、伊纳里萨米语和斯科尔特萨米语。
在芬兰有五千至六千人说罗姆语。罗姆语和芬兰语手语在宪法中也得到了承认。在芬兰使用两种手语：芬兰语手语（使用人口数量为4,000至5,000人）和芬兰瑞典语手语（使用人口数量大约为150人）。大约有800芬兰鞑靼人说鞑靼语，他们主要是在当芬兰还处于沙皇统治时的1870年代至1920年代移居到芬兰的。
少数族群（特别是芬兰瑞典族、萨米人和芬兰罗姆人）的权利在宪法中得到保护。
使用人口最多的移民语言是俄语（1.4%）、爱沙尼亚语（0.9%）、阿拉伯语（0.4%）、索马里语（0.3%）和英语（0.3%）。英语是最常见的小学三到五年级（9岁到11岁）的必修外语课（在一些学校必修外语课也可以选其它语言）。德语、法语和俄语也可以从八年级（14岁）起作为第二门外语来学习。

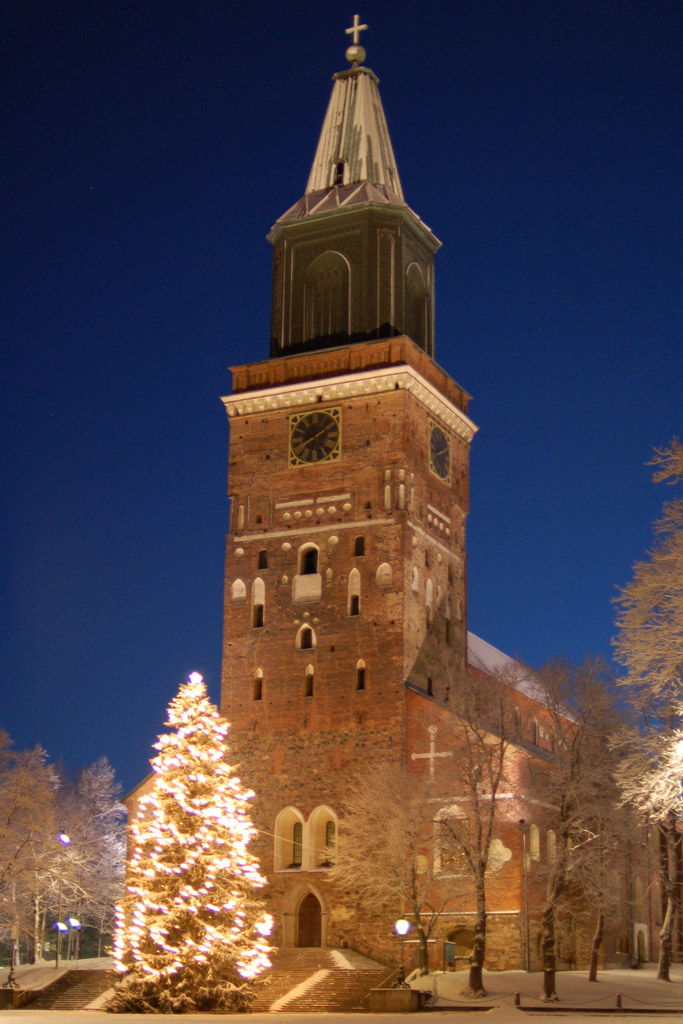
图尔库主教座堂是芬兰著名的历史建筑之一

## 宗教
芬蘭為保障宗教自由的國家，國民允許信仰任何宗教，不需要官方批准。基本上如果沒有明顯違反法律的事實（如恐怖主義或者邪教），也允許任何宗教活動。
基督教在12世纪起传播至芬兰，但是直至19世纪在农村中民间信仰里还保持着基督教到来之前的一些特征。
2019年底芬兰人口的68.6%是芬兰福音信义会（路德宗）的基督徒。路德宗教会的成员比例每年大约以百分之一的数量递减。第二大的教会是东正教，其成员大约是芬兰人口的1.1%。在芬兰宪法中规定了路德宗教会的特别地位，而对东正教会也制订了特别的法律。两者在很大程度上有等同于国教的地位，但是在法律上也保障了宗教信仰自由的权利，民众也有信仰其他宗教的机会。非任何宗教的比例在近年来也逐渐增加。至2018年底非宗教的比例为27.4%（可能包含一些宗教信息未知的人士）。另外大约有四万七千芬兰人，即将近芬兰人口的一个百分比，归属于没有正式注册的五旬节运动宗教组织。
其他宗派的成员包括少部分新教其他教派的基督徒、天主教基督徒、穆斯林和犹太教信徒。

## 文化

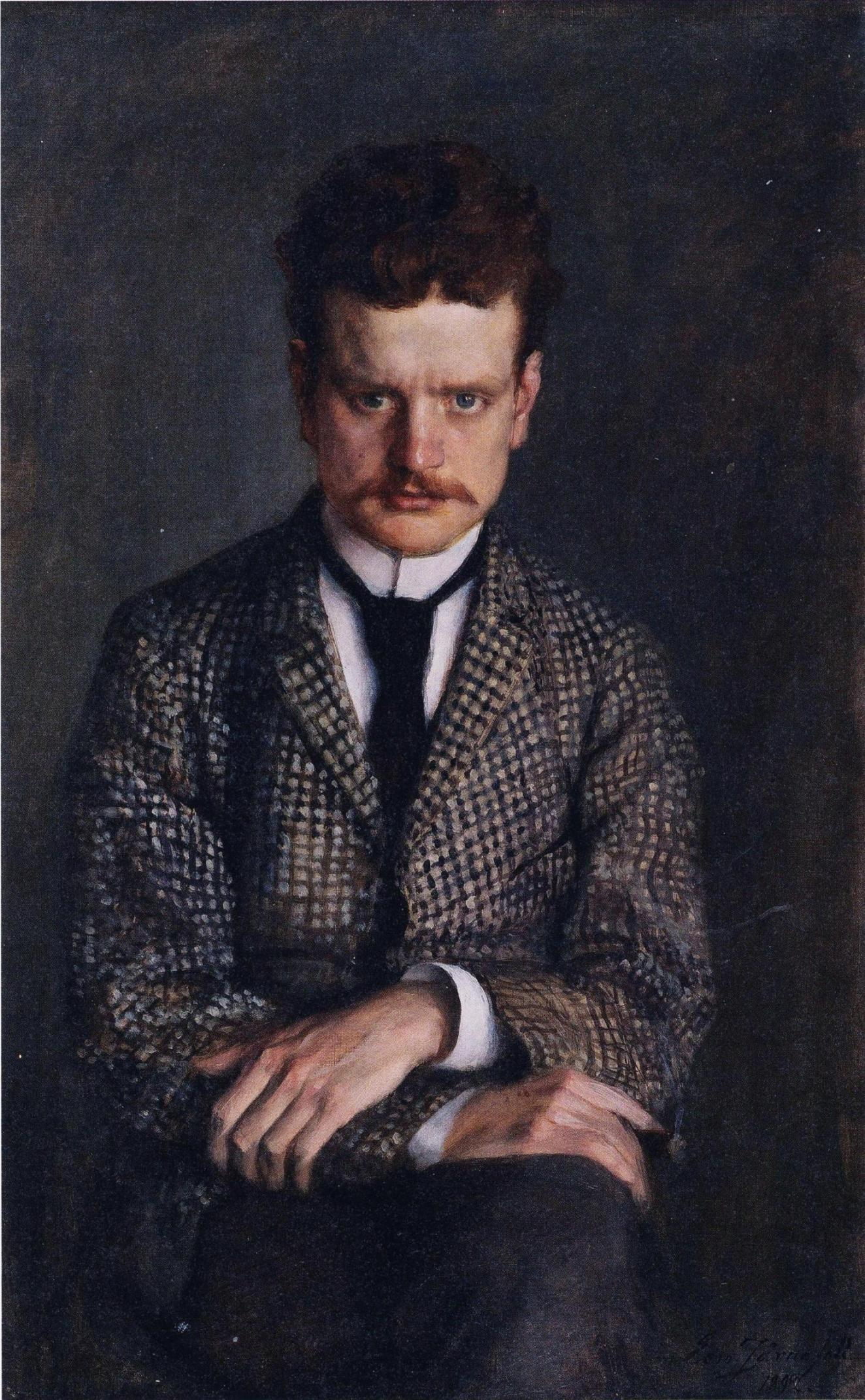
让·西贝柳斯（埃罗·耶内费尔特繪製）

芬兰严峻的气候条件，歷史上還有外國侵略，特殊的地理位置和历史，使芬兰人形成了极富特色的民族性格和文化。芬兰人性格内敛，行事低调，但实际上内心充满民族自豪感，在全球化的今天并不随波逐流，而是坚定的维护着自己的传统文化。

### 西苏精神
西苏（芬蘭語：sisu）精神是芬蘭文化的一部分，很難直接譯成別的文字，但可以理解為意志、決心、毅力和理性面對逆境。西苏一词也被芬蘭人用于命名其它東西，如芬蘭本土汽車品牌西苏汽车和芬蘭一艘名為Sisu號的大型破冰船。
據說，過去的芬蘭十分窮困，天然資源比不上鄰國，造就獨特的文化。由於沒有太多資源可供出口，故只有「將灰質轉化成GDP」，突顯優秀人才的可貴，教育成為芬蘭社會重要的一環。

### 藝術
芬兰有很多著名的艺术家：伟大的音乐家西贝柳斯开创了民族音乐的新纪元，被誉为芬兰民族音乐之父；语言学家埃利亚斯·伦罗特搜集编撰的充满传奇色彩的民族史诗《卡勒瓦拉》成为世界文学史中最伟大的史诗之一；著名建筑大师阿尔瓦尔·阿尔托以充满芬兰本土传统浪漫风格的设计在现代主义建筑设计潮流中独树一帜。芬兰还有一批世界一流的艺术家。尤为特别的是，芬兰极具本民族文化特色的设计风格使许多几十年前的工艺品和建筑物在现代人眼中仍是新颖别致、富有想象力的杰作。出自芬兰设计大师之手的作品大都以简洁实用的设计风格、优质的材料和精美的做工而享誉世界。
当代芬兰最流行的音乐则是重金属音乐，著名的有夜愿和HIM等。

### 文学

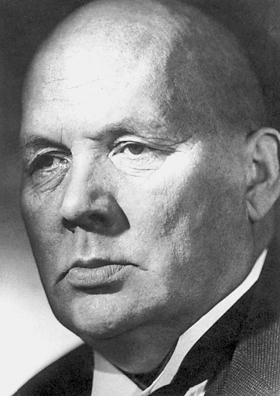
诺贝尔文学奖得主西兰帕

可以说书面芬兰语是米卡埃尔·阿格里科拉在宗教改革时把新约圣经翻译成芬兰语后才出现的。但直到十九世纪及芬兰民族浪漫主义之前鲜有值得一提的作品出现过。这使得埃利亚斯·伦罗特去收集芬兰和卡累利阿民歌并编撰成芬兰民族史诗《卡勒瓦拉》。从这时起有很多诗人和小说家开始用芬兰语来创作，其中著名的作家有阿莱克西斯·基维和埃诺·雷诺。在民族觉醒时期很多作家使用瑞典语创作，例如民族诗人约翰·卢德维格·鲁内贝里及萨克里斯·托佩柳斯。
芬兰独立后出现了一批现代主义作家，其中最著名的是用芬兰语创作的米卡·瓦尔塔里和用瑞典语创作的埃迪特·索德格朗。弗兰斯·埃米尔·西兰帕在1939年获得了诺贝尔文学奖。二战后芬兰文学跟国际潮流相比更转向于自己的民族特性，这以韦伊诺·林纳为代表。除了《卡勒瓦拉》和瓦尔塔里之外，用瑞典语创作的是翻译成外语最多的作家。著名的现代作家包括阿托·帕西林纳、伊尔卡·雷梅斯、卡里·霍塔凯宁、索菲·奥克萨宁和亚里·泰尔沃。备受尊重的芬兰文学奖授予每年的最佳小说。

### 教育

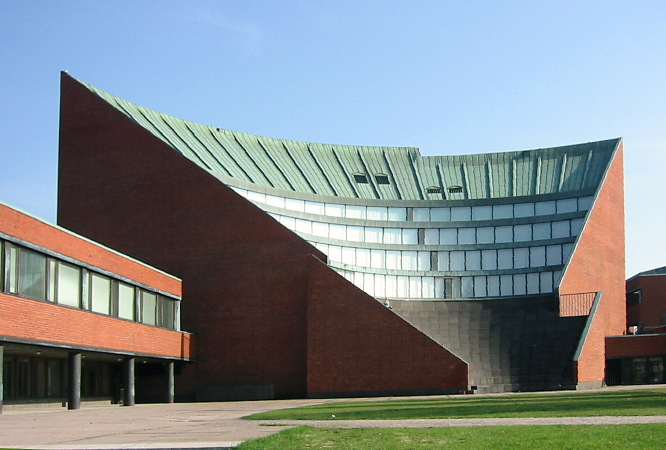
阿尔托大学教学楼

相對其他歐盟國家，學前教育在芬蘭並不常見，學童往往要待到七歲才上學。學校通常由多人共同管理。除了芬蘭語和瑞典語，學校普遍而言都會教授英語，較年長的學童會修讀法語和俄語，某些學校會教授其他語言。將近成年的學生，甚至會再多學一種外語。
紀錄片「Waterfront Cities Of The World」指出，芬蘭人並不喜歡炫耀學識。舉例說，即使是相識多年的朋友，也不清楚對方的學歷和技能。當地的教育制度也不是菁英主義，會因材施教，同一老師會教導學生很多年，陪伴學生成長。

### 設計

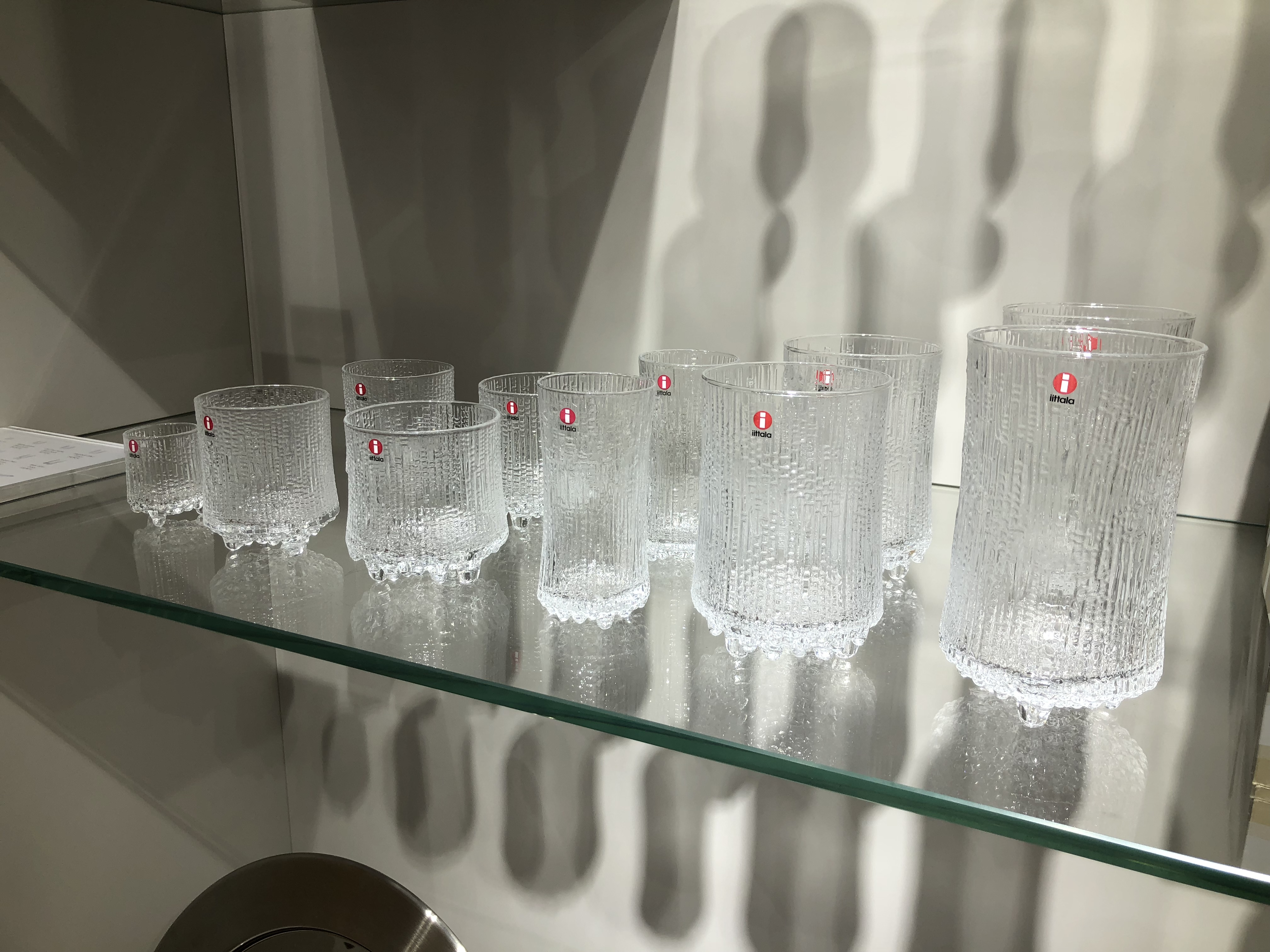
伊塔拉公司出品的玻璃制品

芬蘭設計重視實用和耐用，並不會「為設計而設計」，拒絕追逐潮流和拋棄主義（throwawayism），但並不代表墨守成規。除了具實際用途的生活用品，也有芬蘭設計師以較複雜的線條，創造出純粹為觀賞而設的玻璃製品。

### 电影与电视
在电影界著名的导演有阿基·考里斯迈基、毛里茨·斯蒂勒、斯佩德·帕萨宁，以及在好莱坞成名的电影导演和制片人雷尼·哈林。考里斯迈基的电影《没有过去的男人》是芬兰电影史上扬名国外的电影之一，它曾获得奥斯卡最佳外语片奖的提名以及戛纳电影节的评审团大奖。在芬兰每年大约出品12部长篇电影。
芬兰在国际上知名的电视节目有背包客旅游记录系列《Madventures》，以及四个好友玩特技及互相开各种玩笑的真人秀《The Dudesons》（类似与美国的真人秀《Jackass》）。

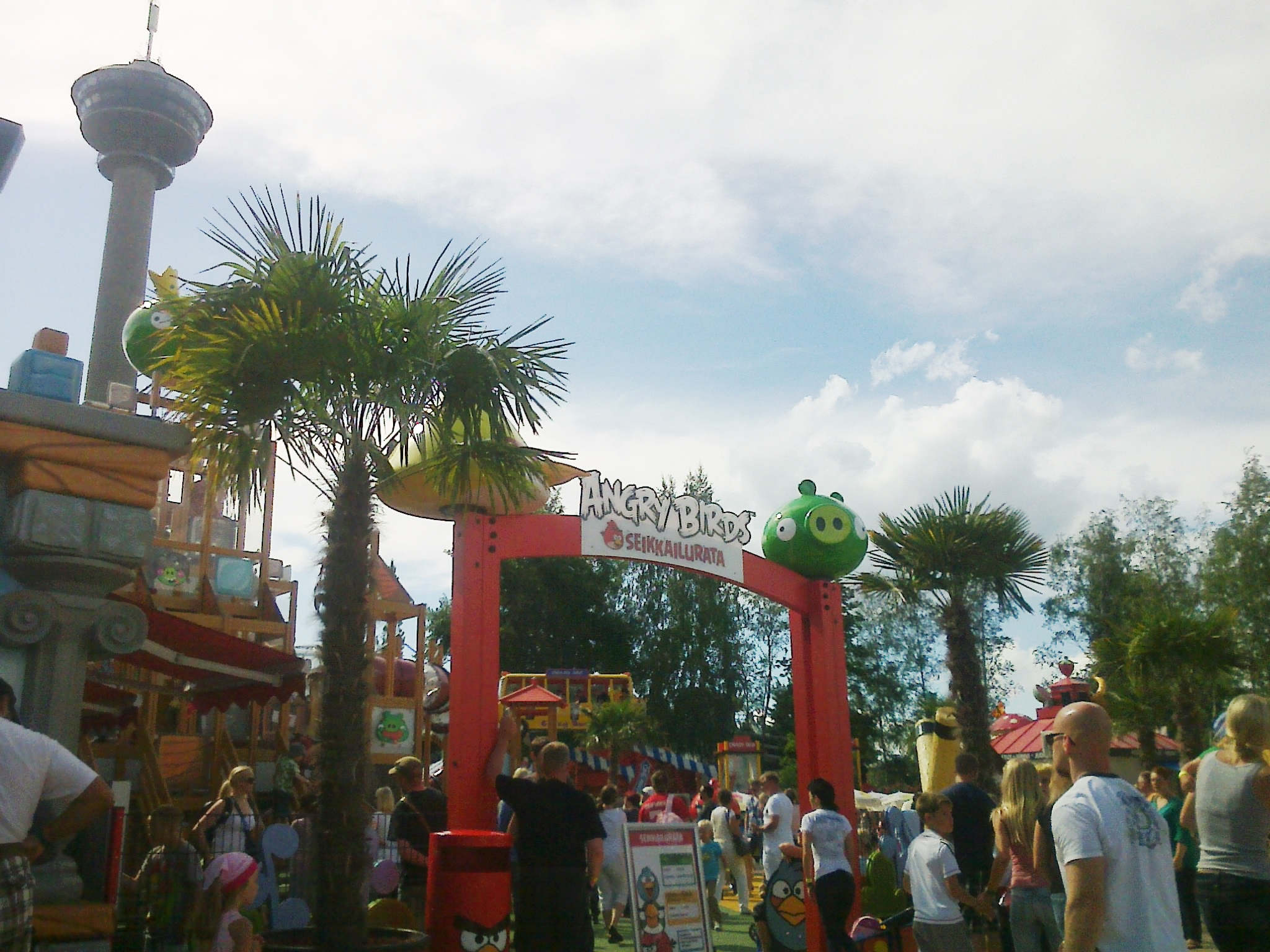
愤怒的小鸟—在芬兰开发的一款手机游戏

### 游戏
芬兰的游戏社群非常活跃，国际游戏开发者协会分会组织遍布全国，平均每月500名会员来首都赫尔辛基开会，有时还可达到1000人。
芬兰被认为是传统手机游戏强国，拥有Supercell、Rovio娱乐等知名手机游戏公司，《贪吃蛇》、《愤怒鸟》、《部落冲突》、《皇室战争》、《荒野乱斗》、《卡通农场》等手机游戏均诞生于芬兰。
芬兰是最频繁组织限时游戏开发比赛的国家，游戏demo创作大赛Assembly亦创立于芬兰。

### 聖誕老人之家
有人認為圣诞老人的家就在芬兰境內的耳朵山。在1927年，芬兰電台的一個廣播節目宣稱，圣诞老人和两万头驯鹿一起就住在芬兰和苏联分界拉普蘭區的“耳朵山”上，正是因为有“耳朵”，圣诞老人才能在北极听到世界上所有孩子的心声。从此，故事中的“耳朵山”就成了圣诞老人的故乡。在每年的平安夜孩子们在睡觉前将长筒袜挂在壁炉旁，然后带着热切的期盼进入梦乡，圣诞老人晚上就会乘着驯鹿拉的雪橇，把圣诞礼物从壁炉烟囱中分发到孩子们的长筒袜裡。
值得一提的是，世上不少國家均宣稱或被認為是聖誕老人的故乡，包括美國阿拉斯加、加拿大、挪威、格陵蘭。

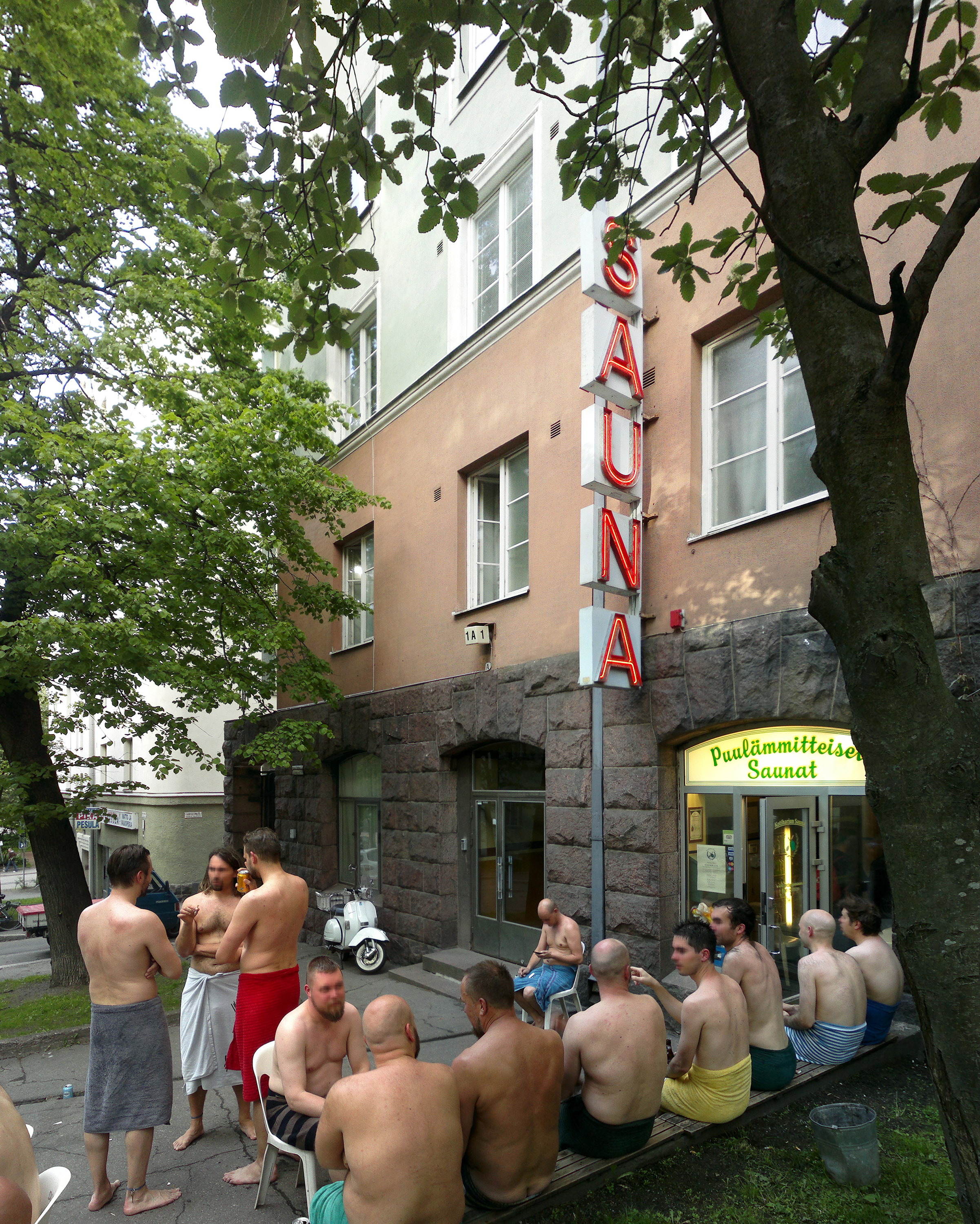
赫尔辛基卡利奥区的公共桑拿

### 桑拿文化
芬兰人还发明了桑拿浴，号称芬兰的国粹。芬兰谚语说：先建桑拿，再搭房屋。桑拿（芬蘭語：sauna；/ˈsɔːnə/ 、/ˈsaʊnə/）是为数不多的进入世界语言范畴的芬兰词汇之一。傳統的桑拿房是用木材建造，其中包括蒸汽房、洗澡间和更衣室。現代的桑拿房在設計上變化甚多，一些戶外桑拿房，甚至用玻璃採光。芬兰全国有不同大小桑拿室，平均每間房屋就有一间桑拿房。除了私人的，也有開放予公眾的。
在發源地芬蘭，桑拿文化有不少不成文規矩，例如男女一同享受桑拿，有時是可以接受的，視參與者的年齡和親疏，十分難一概而論。有時男女一起，有時男女會分開進行。另外，在蒸汽房穿衣服可能被視為失禮的行為，例如在公眾桑拿有標示牌禁止穿泳裝。

## 体育

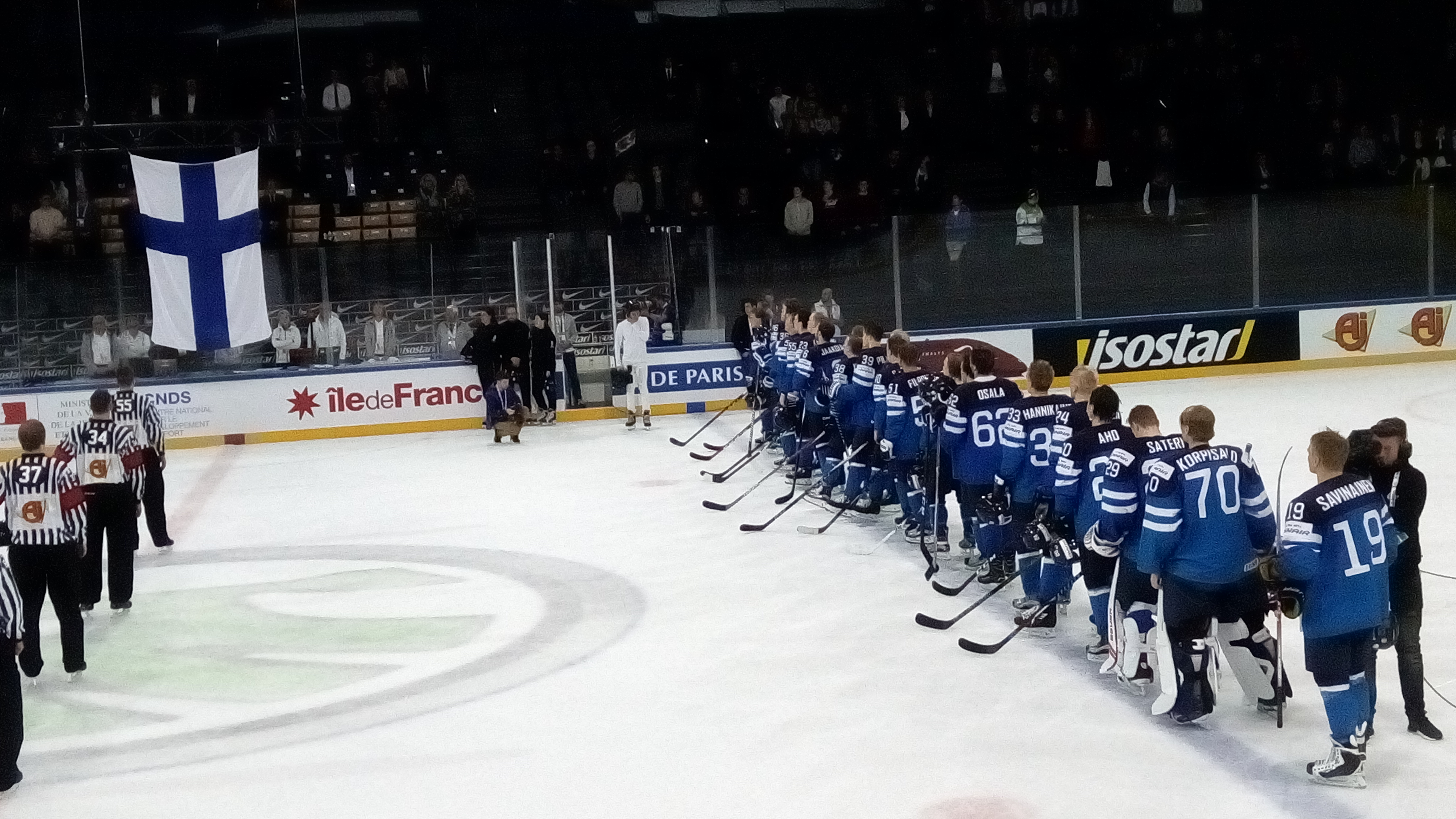
冰球为芬兰观众人数最多的运动项目，2017年世界冰球锦标赛芬兰队比赛时的情景

在芬兰有一些深受欢迎的体育运动。有点类似棒球的芬式棒球是芬兰的国民运动，然而观众人数最多的运动项目是冰球。在2016年世界冰球锦标赛中芬兰对加拿大的决赛时，有69%的芬兰人观看了那场比赛的电视转播。其它受欢迎的体育项目包括田径、越野滑雪、跳台滑雪、足球及篮球。虽然在观众席上座率来讲冰球是最受欢迎的体育项目，但是足球在参与人员数量上是最大的团体体育项目，也是在芬兰最受重视的项目。
就人均赢得的奖牌和金牌数量上来看，芬兰在夏季奥林匹克历史上是最成功的国家。芬兰早在1908年还是俄罗斯帝国下属的自治大公国时第一次作为一个单独的国家参加了奥林匹克运动会。在1912年夏季奥林匹克运动会上，最早获得“芬兰飞人”称号的汉内斯·科莱赫迈宁成功地夺得了三面金牌。
在二战之前芬兰在奥运会上是最成功的国家之一。在1924年夏季奥林匹克运动会上，芬兰仅凭三百二十万的人口而排在奖牌榜上第二名。在1920和1930年代，芬兰长跑运动员垄断了奥运会，帕沃·努尔米在1920至1928年间总共赢得了九枚奥运会金牌，并在1921至1931年间打破了22项官方记录。努尔米经常被认为是最伟大的芬兰运动员及史上最伟大的田径运动员之一。
上百年来芬兰男女运动员在掷标枪项目上表现出色。此项项目给芬兰带来了9枚奥运会金牌、5次世界锦标赛冠军、5次欧洲锦标赛冠军、及24次世界记录。
芬蘭也是知名賽車王國，擁有過14個世界拉力錦標賽冠軍和4個F1世界冠軍。

## 部分知名人士

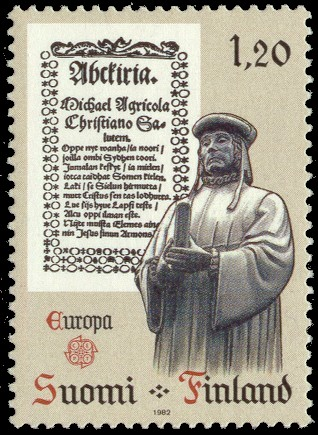
米卡埃尔·阿格里科拉

- 卡尔·古斯塔夫·埃米尔·曼纳海姆： 芬兰独立运动的民族英雄，芬兰共和国总统，芬兰元帅
- 埃利亚斯·伦罗特：語言學家，代表作品《卡勒瓦拉》
- 让·西贝柳斯：音乐家，被誉为芬兰民族音乐之父
- 阿莱克西斯·基维：芬兰语作家，代表作为《七兄弟》
- 桑娜·马林：前总理
- 托科·拉克索宁：笔名为芬兰汤姆，性崇拜幻想艺术家
- 海伦·谢尔夫贝克：现代主义画家
- ：作家兼插图画家，姆明（Moomin）一族
- 林纳斯·托瓦兹：Linux操作系统之父
- ︰現役F1車手，現效力愛快羅密歐車隊
- ︰退役F1車手，2007年F1世界冠軍，為法拉利車隊最後一任世界冠軍
- ︰退役F1車手，人稱芬蘭飛人，曾在1998、1999年先後獲得兩次F1車手冠軍頭銜
- 弗雷德里克·伊德斯坦：诺基亚創辦人之一